# 西港区

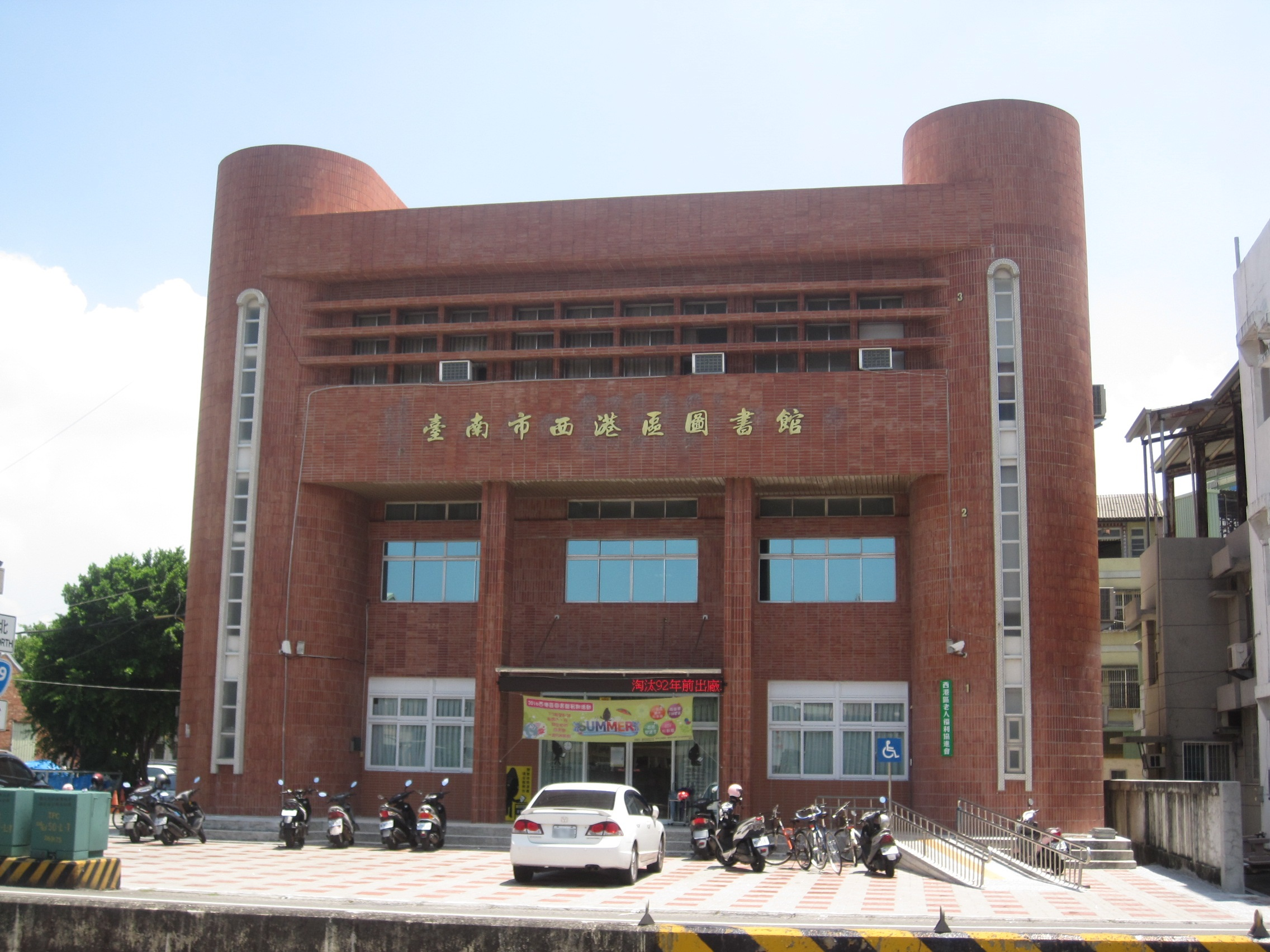
台南市西港区図書館

西港区（シーガン/せいこう-く）は台南市の市轄区。

## 地理
西港区は台南市の南西端に位置している。曽文渓北岸に広がり平坦な地勢であり平均海抜は5mである。

## 歴史
西港は古来台江内海の港湾として栄え「港仔」と称された。また当時の農産物交易の中心であった麻豆の西側に位置していたことから「西港仔」とも称されるようになった。日本統治時代の1920年に「西港」と改称され、台湾の中華民国への編入後の1948年に「西港郷」として台南県に属した。2010年12月25日に台南県が台南市に編入されたことに伴って西港区となり、現在に至る。

## 行政区
| 里                                                                                             |
| ---------------------------------------------------------------------------------------------- |
| 西港里、慶安里、新復里、永楽里、南海里、竹林里、劉厝里、港東里、檨林里、後営里、営西里、金砂里 |

## 歴代区長
| 代 | 氏名 | 退任日 |
| -- | ---- | ------ |

## 教育

### 高級中学
- 台南市立港明高級中学

### 国民中学
- 台南市立西港国民中学

### 国民小学
| - 台南市西港区西港国民小学 - 台南市西港区成功国民小学 - 台南市西港区松林国民小学 | - 台南市西港区後営国民小学 - 台南市西港区港東国民小学 - 台南市西港区金砂国民小学 |

## 交通
| 種別 | 路線名称 | その他                   |
| ---- | -------- | ------------------------ |
| 省道 | 台19線   | 佳里区 - 西港区 - 安定区 |

## 観光
- 八份姑媽宮（中国語版）
- 西港慶安宮（中国語版）
- 劉厝里蚶西港開仙真宮
- 曽文渓